# Llibre de l'oració comuna
El Llibre de l'oració comuna (LOC) és el llibre fundacional d'oració de l'Església d'Anglaterra (i de la Comunió Anglicana). És un dels instruments de la Reforma a Anglaterra i després seria revisat i adoptat pels altres països en què s'establís l'anglicanisme.
El Llibre de l'oració comuna va reemplaçar els diversos «usos» o ritus en llatí que s'estaven duent a terme en diferents parts del país, agrupant-los en un sol volum en anglès perquè «d'ara endavant s'utilitzés sol aquest». Produït per primera vegada el 1549, va ser dràsticament revisat el 1552 i subtilment canviat en 1559 i 1662. Es manté, en dret, com el llibre d'oració principal de la litúrgia de l'Església d'Anglaterra, encara que, en la pràctica, ha estat llargament reemplaçat per llibres d'oracions més moderns, el més recent dels quals és el Common Worship.

## En l'anglicanisme actual
Algunes de les esglésies nacionals que formen part de la Comunió Anglicana, com també de l'esglésies metodistes i presbiterians, han redactat i publicat les seves pròpies versions del Llibre de l'oració comuna.